# ヒガシグリーンマンバ
ヒガシグリーンマンバ、別名トウブグリーンマンバ（学名：Dendroaspis angusticeps）は、コブラ科マンバ属に分類されるヘビ。特定動物。有毒。

## 分布
ケニアから南アフリカ共和国東部にかけて

## 形態
全長は150-200cm。体型は細長く、体重は他の同じくらいの長さの毒蛇に比べても軽い。名前の通り、明るい緑色のヘビ。同属で縁の近いニシグリーンマンバとは、鱗の周囲が黒く縁取られているかどうかで区別できる。ニシグリーンマンバは縁取られているが、本種は縁取られていない。怯えたり興奮したりすると、インドコブラのようなフードはできないが、首のあたりを平らにする。

### 毒
強い神経毒を持っている。その成分はカルシクルジン (calcicludine) などである。近縁のブラックマンバよりも毒性、毒量共に小さいが、それでも咬まれると痺れや麻痺、そして心肺機能の停止により死に至ることもあり、即時に医療機関での治療が必要である。

## 生態
沿岸やサバンナの湿地帯に多く、常緑樹に住むことを好む。竹やぶやマンゴー農園にも多い。樹上性が強く、餌を探す時や日光浴の時以外には地上に降りることはあまりない。また昼行性。ブラックマンバとは異なり、性質は大人しく、攻撃性は少ない。驚いた時にも口で威嚇したり攻撃してきたりすることは少なく、すばやく逃げ出すことが多い。ただし繰り返し挑発すると攻撃を仕掛けてくることもあり、めったにないことであるが噛み付かれると強い毒を受ける。
食性は動物食で、小型哺乳類、小型鳥類を食べる。特に樹上の鳥の巣を襲うことが多い。若い個体はカメレオンやトカゲも好む。
繁殖形態は卵生で、夏に6-17個の卵を樹洞等に産む。孵化したての幼蛇は35cm-45cm。繁殖期にはオス同士が争い、時には数時間に及ぶが、その戦闘中に相手を咬むことはない。